# Golden Era of the „Melomani” Group
Golden Era Of The „Melomani” Group – album łódzkiego zespołu jazzowego Melomani, wydany w ramach cyklu „Polish Jazz 1946-1956” (jako część druga) w 1975 nakładem wytwórni Polskie Nagrania „Muza”. Nagrań dokonano w Rozgłośni Polskiego Radia w Krakowie w latach 1952-1954.

## Lista utworów
1. „Theme Song Of The „Melomani” Group (September Song)” (K. Weill, M. Anderson)
2. „Caravan” (J. Tizol, D. Ellington, I. Mills)
3. „September In The Rain” (A. Dubin, H. Warren)
4. „Blues In „B""
5. „Lullaby Of Birdland” (G. Shearing)
6. „Blue And Sentimental” (C. Basie, J. Livingston, M. David)
7. „Honeysuckle Rose” (F. Waller, A. Razaf)
8. „How High The Moon” (N. Hamilton, M. Lewis)
9. „Jumping With Symphony Sid"
10. „Move” (D. Best)
11. „Body And Soul” (E. Heyman, R. Sour, F. Eyton, J. Green)
12. „Drums Boogie” (G. Krupa)

- Utwory 1-2 nagrano w 1952 r.
- Utwory 3-6 nagrano w 1953 r.
- Utwory 7-12 nagrano w 1954 r.

## Skład
- Jerzy „Duduś” Matuszkiewicz – saksofon, klarnet
- Andrzej Trzaskowski – fortepian
- Krzysztof Komeda – fortepian (1,2)
- Witold Kujawski – kontrabas
- Andrzej „Idon” Wojciechowski – kotły
- Witold „Dentox” Sobociński – perkusja